# Лобера (меч)

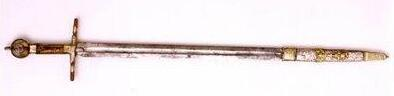
Лобера, меч Фернандо III Святого, Севильский кафедральный собор.

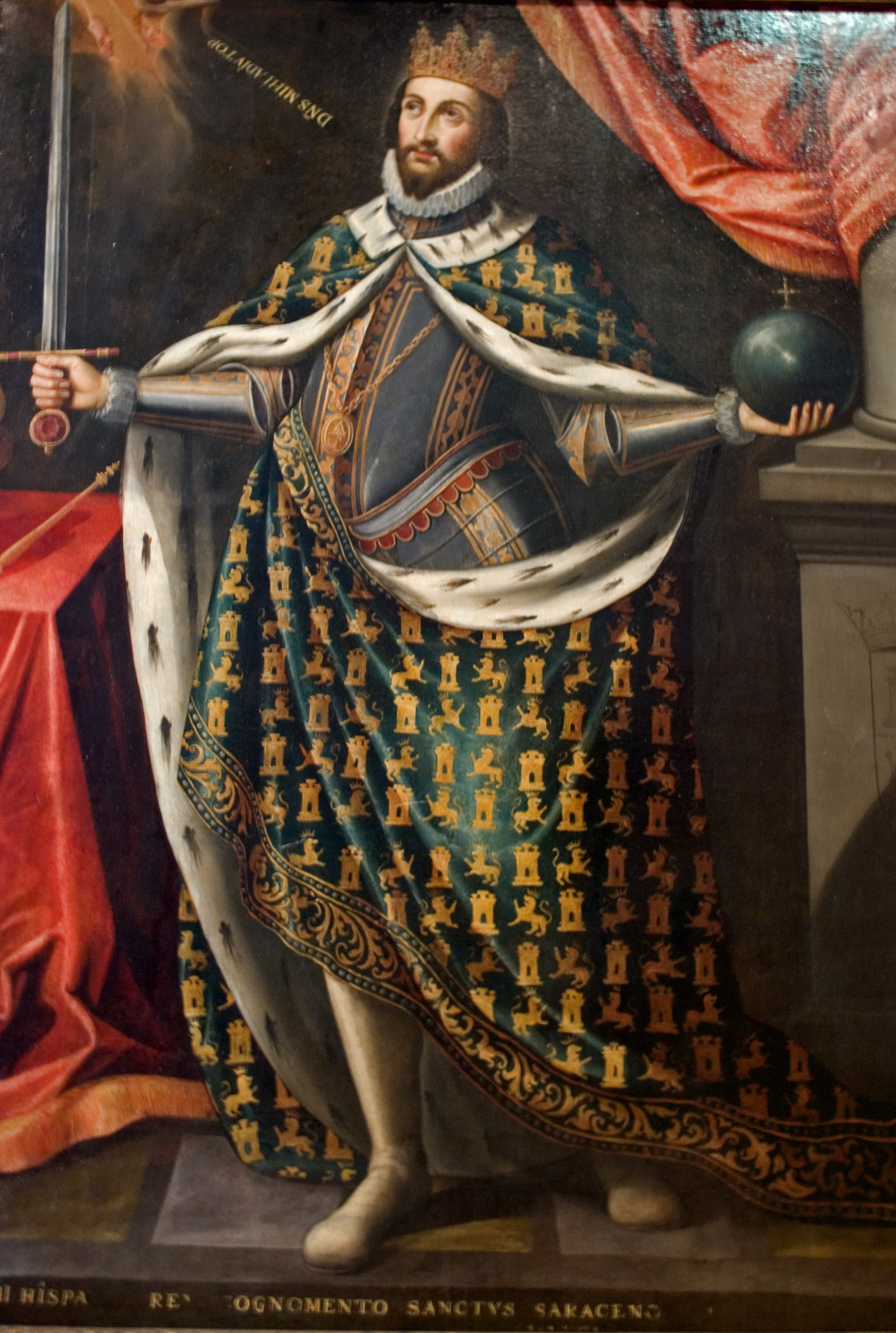
Король Фернандо III изображён с Лоберой в руках.

Лобера — меч короля Фернандо III Святого, сегодня хранящийся в качестве реликвии в соборе Севильи, откуда его ежегодно выносят процессией в ознаменование завоевания Севильи в 1248 году королём Фернандо. Это был символ могущества Фернандо III, и поэтому он присутствует на многих гравюрах с мечом и державой в руке вместо традиционного скипетра.

## Этимология
Этимология оспаривается; возможно, «Lobera» («волк») был охотничьим мечом, или что его носили с костюмом, называемым «loba» («волчица»), или это было название меча, согласно обычаю того времени.

## Легенда и история
Знаменитый писатель Дон Хуан Мануэль, который был внуком Фернандо III Кастильского, записал в своей «Книге примеров графа Луканора и Патронио», что меч изначально принадлежал графу Фернану Гонсалесу (эпический герой поэмы о Фернане Гонсалесе). На смертном одре Фердинанд III, обращаясь к своему младшему сыну, инфанту Д. Мануэлю, сказал ему: «Я не могу передать тебе наследство, но я могу отдать тебе свой меч Лобера, это великая добродетель, с помощью которой Бог дал мне великое благо».
29 августа 1326 года дон Хуан Мануэль, которому в то время принадлежал меч Лобера, нанёс поражение войскам Гранадского эмирата в битве при Гуадальхорсе, где погибло около 3000 мусульман и около 80 кастильцев; в «Gran Crónica de Alfonso XI» было записано, что в то время, когда положение кастильцев было нестабильным, так как тыл во главе с Санчо Мануэлем де Кастилья, сводным братом дона Хуана Мануэля, был разбит, последний взял меч Лобера и помолился перед боем.

## Традиции
Согласно традиции, начиная от Альфонсо X в 1255 году, каждое 23 ноября, в праздник Сан-Клементе, взятие Севильи отмечается торжественной процессией, называемой «Tercias» или «de la Espada», в которой король или его помощник (представитель) в Севилье, в настоящее время мэр, несёт Лоберу, а самый молодой член городского совета несёт знамя Сан-Фернандо.